# Rio Jangada
Der Rio Jangada ist ein etwa 119 km langer Nebenfluss des Rio Iguaçu im Süden des brasilianischen Bundesstaats Paraná.

## Etymologie
Das portugiesische Wort Jangada bedeutet auf Deutsch Floß.

## Geografie

### Lage
Das Einzugsgebiet des Rio Jangada befindet sich auf dem Terceiro Planalto Paranaense (Dritte oder Guarapuava-Hochebene von Paraná).

### Verlauf
Sein Quellgebiet liegt im Munizip General Carneiro auf 1.298 m Meereshöhe am Morro Espia in der Serra Taquara an der SC-350 (Rodovia Onélio Francisco Menta) an der Grenze zwischen Paraná und Santa Catarina.
Der Fluss verläuft zunächst nach Nordosten, bis er an der Einmündung des Rio Buzina nach Norden schwenkt. Streckenweise bildet er die Staatsgrenze zwischen den beiden Bundesstaaten. In seinem Oberlauf durchfließt er die Ausläufer der Serra Taquara Verde, deren Bergkuppen knapp 1.400 Meter erreichen (der Morro do Rio Verde etwa 4 km östlich des Quellgebiets: 1390 m, der Morro do Capão Doce etwa 2 km nördlich: 1379 m).
Er fließt auf der Grenze zwischen den Munizipien Porto Vitória und Bituruna von links in den Rio Iguaçu. Er mündet auf 719 m Höhe. Die Entfernung zwischen Ursprung und Mündung beträgt 66 km. Er ist etwa 119 km lang.

### Munizipien im Einzugsgebiet
Am Rio Jangada liegen die drei Munizipien General Carneiro, Porto Vitória (rechts) und Bituruna (links).

### Zuflüsse
Die wichtigsten der Nebenflüsse sind:
rechts:
- Côrrego Verde
- Côrrego Caveira
- Ribeirão do Bugre
- Rio Buzina
- Rio Preto
- Ribeirão do Meio
- Rio Jangadinha
- Rio Xaxim
- Rio Anta Gorda

links:
- Rio das Antas
- Arroio Bonito
- Rio Farias
- Arroio da Fartura
- Arroio Faxinalzinho
- Arroio da Gado
- Arroio Marco Cinco
- Arroio do Monjolo
- Arroio do Retiro
- Rio São Manuel
- Rio Xavier